# Čenkovice
Čenkovice (niem. Tschenkowitz) – wieś w Czechach, w kraju pardubickim, w powiecie Uście nad Orlicą.
Pierwsze wzmianki na temat wsi pochodzą z 1304 r. Wieś położona ok. 22 km na wschód od Uścia nad Orlicą. Zamieszkana przez 192 mieszkańców, z czego 137 w wieku produkcyjnym. Obręb ewidencyjny wynosi 597,28 ha (6 km²). Wysokość nad poziomem morza wynosi  958 m.

## Warunki naturalne
W bezpośrednim sąsiedztwie pomnika przyrody Čenkovička przepływa potok Čenkovička.

## Turystyka
Ze względu na swoje dobre warunki klimatyczne i dużo śniegu w sezonie zimowym, jest popularnym regionalnym ośrodkiem narciarskim. Posiada snowpark, 8 wyciągów i 7 stoków narciarskich.
Zabytki:
- Kościół Św. Wawrzyńca
- Krzyż znajdujący się w kościele
- Pomnik Św. Jana Nepomucena